# Graham Windeatt
Graham Windeatt (* 5. August 1954) ist ein ehemaliger australischer Schwimmer.
Bei einer Körpergröße von 1,87 m betrug sein Wettkampfgewicht 78 kg.

## Sportliche Erfolge

### Commonwealth Games und Olympische Spiele
Graham Windeatts erster internationaler Erfolg gelang ihm bei seiner einzigen Teilnahme an den Commonwealth Games 1970 in Edinburgh mit dem Gewinn der Goldmedaille über 1500 m Freistil. Zwei Jahre später gewann er bei den Olympischen Sommerspielen in München die Silbermedaille über die gleiche Distanz, wobei er sich im Ziel mit einem Rückstand von knapp 6 Sekunden nur dem US-Amerikaner Mike Burton geschlagen geben musste. Zuvor stellte er im zweiten Zwischenrennen über diese Distanz mit 15:59,63 Minuten zwischenzeitlich einen neuen olympischen Rekord auf, der im Finale durch Burton allerdings wieder gebrochen wurde. Über 400 m Freistil verpasste er mit dem vierten Platz nur knapp eine Medaille. Darüber hinaus nahm er auch an den Wettbewerben über 400 m Lagen und der 4×200-m-Freistilstaffel teil.
Bei den Olympischen Sommerspielen 1976 in Montreal ging er über 200 und 400 m Freistil sowie in der 4×200-m-Freistilstaffel an den Start, konnte allerdings nicht mehr an den Medaillenerfolg von München anknüpfen.

### Weltrekord über 800 m Freistil
Am 3. April 1971 schwamm er in Sydney 800 m Freistil in der Zeit von 8:28,6 Minuten und stellte damit einen Weltrekord auf, der erst am 8. September 1973 durch seinen Landsmann Stephen Holland gebrochen wurde.

## Sonstiges
Nach dem Ende seiner sportlichen Karriere gründete er das Unternehmen Life Advantage, dessen Zielsetzung es ist, Menschen auf dem Weg zu einer gesunden Lebensweise durch individuelle Trainingsprogramme zu unterstützen.
Windeatt ist seit 1979 mit der ehemaligen Schwimmerin Nira Stove verheiratet, das Paar hat zwei Kinder.